# Paulo Branco
Paulo Branco (n. 3 iunie 1950, Lisabona) este un producător de filme portughez. Este unul dintre cei mai recunoscuți producători europeni de film. A produs peste 200 de filme regizate de Raoul Ruiz, Manoel de Oliveira, Alain Tanner, Michel Piccoli, Danièle Dubroux, Chantal Akerman, Olivier Assayas, Sharunas Bartas, Wim Wenders, Werner Schroeter, etc. A creat și condus societățile de producție Gémini Films, Alfama Films în Franța și Madragoa Filmes și Clap Filmes în Portugalia, precum și societăți de exploatare a sălilor și de distribuție.

## Biografie
Paulo Branco s-a născut la 3 iunie 1950, la Lisabona.
Student strălucit la Instituto Superior Técnico din Lisabona, a emigrat, în 1971, în mod clandestin la Londra, pentru a scăpa de dictatura salazaristă și de serviciul militar pe care ar fi trebuit să-l satisfacă în colonii. Apoi se instalează la Paris, fără să-și clarifice statutul (astăzi, Paulo Branco își duce viața la Paris și la Lisabona). La Paris, sub influența lui Frédéric Mitterrand, începe să lucreze în cinema, în 1974, mai întâi expoatând săli și distribuind filme, iar din 1979, în calitate de producător. Ocazional, a fost și actor, pentru realizatori ca Bernardo Bertolucci și Raoul Ruiz.
I-au fost decernate numeroase recompense, dintre care Premiul celui mai bun producător european, de către Parlamentul de la Strassbourg, Premiul Raimondo-Rezzonico al Festivalului internațional al filmului de la Locarno decernat pentru prima oară Celui mai bun producător al cinematografului mondial. A obținut premiul Cel mai european dintre producători la Cinemateca franceză. Numeroase omagii i-au fost oferite în întreaga lume, de la Tokyo la Toronto trecând prin Taipei și Valencia. A fost făcut ofițer al Ordinului artelor și literelor de către Republica Franceză și a primit distincția cea mai înaltă a statului Chile, pentru colaborarea cu Ruiz. Pe de altă parte, a refuzat orice distincție oficială care a venit din Portugalia, marcându-și astfel opoziția față de politica culturală dusă de diversele guverne care s-au perindat în țara sa de origine.
A făcut parte din juriul Festivalului de la Berlin, în 1999, apoi la Mostra din Veneția, în 2006.
Este producătorul care numără cel mai mare număr de filme selecționate la Festivalul de la Cannes (vreo treizeci) și cel mai mare număr de filme care au concurat pentru Palme d'Or (17 în peste 25 de ani de carieră).
Personalitate atipică a lumii producătorilor de filme și actor esențial al dinamismului cinematografului european, Paulo Branco a fost deseori pradă a dificultăților financiare (Societatea sa Les films du passage a intrat în stare de faliment în urmă cu două decenii), dar este deseori dat de exemplu drept „ultimul specimen al unei specii astăzi dispărute”. Foarte critic față de starea producției europene, luările sale de poziție au alimentat adesea polemici.

### Viața personală
Paulo Branco este tatăl Juan Branco(en).

## Filmografie

### Producător de film
- 1979 : Amour de perdition (Amor de Perdição) de Manoel de Oliveira
- 1981 : Le Territoire de Raoul Ruiz
- 1981 : Francisca de Manoel de Oliveira
- 1982 : Loin de Manhattan de Jean-Claude Biette
- 1982 : L'État des choses de Wim Wenders
- 1982 : Sylvestre de João César Monteiro
- 1983 : Dans la ville blanche de Alain Tanner
- 1983 : Les Trois couronnes du matelot de Raoul Ruiz
- 1984 : Point de fuite de Raoul Ruiz
- 1984 : Le Soulier de satin de Manoel de Oliveira
- 1984 : Les Amants terribles de Danièle Dubroux
- 1984 : Tricheurs de Barbet Schroeder
- 1984 : La Ville des pirates de Raoul Ruiz
- 1985 : Les Destins de Manoel de Raoul Ruiz
- 1986 : Gardien de la nuit de Jean-Pierre Limosin
- 1987 : Une flamme dans mon cœur de Alain Tanner
- 1988 : Les Cannibales de Manoel de Oliveira
- 1989 : Le Message des îles (O Recado das Ilhas) de Ruy Duarte de Carvalho
- 1990 : Non ou la Vaine gloire de commander de Manoel de Oliveira
- 1991 : Jusqu'au bout du monde de Wim Wenders
- 1993 : L'Absence de Peter Handke
- 1993 : Les gens normaux n'ont rien d'exceptionnel de Laurence Ferreira Barbosa
- 1995 : La Maison de lave de Pedro Costa
- 1995 : Le Couvent de Manoel de Oliveira
- 1996 : Le Cœur fantôme de Philippe Garrel
- 1996 : Few of Us de Sharunas Bartas
- 1996 : Trois vies et une seule mort de Raoul Ruiz
- 1997 : Voyage au début du monde de Manoel de Oliveira
- 1997 : Alors voilà de Michel Piccoli
- 1998 : Requiem de Alain Tanner
- 1998 : L'Ennui de Cédric Kahn
- 1998 : The House de Sharunas Bartas
- 1999 : Lila Lili de Marie Vermillard
- 1999 : La Lettre de Manoel de Oliveira
- 1999 : La Nouvelle Ève de Catherine Corsini
- 2000 : La Fidélité de Andrzej Zulawski
- 2000 : Freedom de Sharunas Bartas
- 2000 : La Captive de Chantal Akerman
- 2001 : Le Stade de Wimbledon de Mathieu Amalric
- 2001 : Imago de Marie Vermillard
- 2001 : La Plage noire de Michel Piccoli
- 2002 : Deux de Werner Schroeter
- 2003 : Il est plus facile pour un chameau... de Valeria Bruni-Tedeschi
- 2003 : La Femme qui croyait être Président des États-Unis de João Botelho
- 2003 : Un film parlé de Manoel de Oliveira
- 2004 : Demain on déménage de Chantal Akerman
- 2004 : Les Temps qui changent de André Téchiné
- 2004 : Le Dernier jour de Rodolphe Marconi
- 2005 : Akoibon de Édouard Baer
- 2005 : Seven Invisible Men de Sharunas Bartas
- 2006 : C'est pas tout à fait la vie dont j'avais rêvé de Michel Piccoli
- 2006 : Klimt de Raoul Ruiz
- 2006 : Quelques jours en septembre de Santiago Amigorena
- 2006 : Dans Paris de Christophe Honoré
- 2007 : Très bien, merci de Emmanuelle Cuau
- 2007 : Le Prestige de la mort de Luc Moullet
- 2009 : Cendres et Sang, împreună cu Tudor Giurgiu, de Fanny Ardant

### Actor de film
- 1976 : 1900 de Bernardo Bertolucci
- 1983 : Point de fuite de Raoul Ruiz
- 2003 : Mister V. de Émilie Deleuze
- 2006 : Coisa Ruim de Tiago Guedes și Frederico Serra
- 2008 : Les Inséparables de Christine Dory